# ژونگ لینگ (ژیمناست)
ژونگ لینگ (ژیمناست) (به انگلیسی: Zhong Ling (gymnast)) ژیمناست زادهٔ ۳۰ اکتبر ۱۹۸۳ میلادی اهل کشور چین است.